# San José, Caldas
San José är en ort i Colombia.   Den ligger i departementet Caldas, i den centrala delen av landet, 200 km väster om huvudstaden Bogotá. San José ligger 1 775 meter över havet och antalet invånare är 1 724.
Terrängen runt San José är huvudsakligen kuperad. San José ligger uppe på en höjd som går i nord-sydlig riktning. Runt San José är det ganska tätbefolkat, med 248 invånare per kvadratkilometer. Närmaste större samhälle är Risaralda, 9,3 km norr om San José. I omgivningarna runt San José växer i huvudsak städsegrön lövskog.